# Фатехгарх-Сахиб (округ)
Фатехгарх-Сахиб (в.-пандж. ਜ਼ਿਲਾ ਫ਼ਤਿਹਗੜ੍ਹ ਸਾਹਿਬ; хинди फ़तेगढ़ साहिब ज़िला; англ. Fatehgarh Sahib) — округ в индийском штате Пенджаб. Образован 13 апреля 1992 года. Административный центр — город Фатехгарх-Сахиб. Площадь округа — 1180 км². По данным всеиндийской переписи 2001 года население округа составляло 538 041 человек. Уровень грамотности взрослого населения составлял 73,6 %, что выше среднеиндийского уровня (59,5 %). Доля городского населения составляла 28,1 %.